# Virginia Slims of Detroit 1974
Il Virginia Slims of Detroit 1974 è stato un torneo di tennis giocato sul sintetico indoor. È stata la 3ª edizione del torneo, che fa parte del Virginia Slims Circuit 1974. Si è giocato a Detroit negli USA dal 20 al 24 febbraio 1974.

## Campionesse

### Singolare
Billie Jean King ha battuto in finale  Rosemary Casals con il punteggio di 6–1, 6–1

### Doppio
Rosemary Casals /  Billie Jean King hanno battuto in finale  Françoise Dürr /  Betty Stöve con il punteggio di 2–6, 6–4, 7–5